# Merga macrobulbosa
Merga macrobulbosa är en nässeldjursart som beskrevs av Xu, Huang och Chen 1991 . Merga macrobulbosa ingår i släktet Merga och familjen Pandeidae. Inga underarter finns listade i Catalogue of Life.